# Сони (регент)
Сони, также известен как Сонин (маньчж. , кит. трад. 索尼; 1601 — 12 августа 1667, Пекин) — маньчжурский сановник, один из четырёх регентов Цинской империи при малолетнем императоре Канси (1661—1667). Выходец из маньчжурского клана Хэшэри, принадлежал к Жёлтому знамени.

## Биография
Отец Сони Шосэ и дядя Хифэ, свободно говорили на северокитайском, монгольском и маньчжурском языках, служили высшими должностными лицами при дворе первого маньчжурского императора Нурхаци (1559—1626). Как и их, Сони ценили за его лингвистические способности. В 1628 году по поручению императора Абахая, сына и преемника Нурхаци, Сони возглавил успешную дипломатическую миссию к монгольскому племени хорчин, убедив их оказать военную помощь маньчжурской армии. В 1629 году Сони был включён в недавно созданный «литературный отдел», который вёл подробный учёт истории Маньчжурии, переводил китайские книги о государственном управлении, а также китайские и корейские документы в Маньчжурии. В 1630 году Сони было приказано оставаться в недавно захваченных китайских городах, чтобы контролировать сдавшихся маньчжурам минских лидеров и командиров.
К 1643 году Сони стал «великим министром императорской гвардии», и когда Абахай скончался в сентябре того же 1643 года, он использовал своих союзников среди императорской гвардии и жёлтого знамени, чтобы гарантировать избрание на императорский престол Фулинь (девиз правлении — «Шуньчжи»), малолетний сын Абахая. Регентом при малолетнем императоре Фулине был избран его дядя, принц Доргонь (1612—1650), младший брат Абахая. Доргонь продолжил успешное завоевание Минской империи. Несмотря на неоднократные военные успехи на юге, в 1645 году вокруг Доргоня началась фракционная борьба. Будучи вовлечён во многие фракционные распри при императорском дворе в 1640-х годах, Сони был приговорён к смерти, помилован, уволен, а затем восстановлен в должности, затем в 1648 году вновь отправлен в отставку. В 1651 году император Фулинь помиловал Сони, призвал его ко двору и восстановил его в прежних должностях.
В феврале 1661 года после смерти 22-летнего цинского императора Фулиня на императорский престол был возведён его шестилетний сын Сюанье (девиз правлении — «Канси») (1654—1722). Перед смертью императора Фулинь создал регентских совет при малолетнем сыне Канси, в который вошли князья Обой, Сони, Эбилунь и Суксаха. Регентский совет под руководством Обоя должны были править страной до совершеннолетия императора Сюанье. Сони стал одним из четырёх регентов Цинской империи и помогал юному императору защититься от Обоя, который хотел увеличить свою власть над императором. В первые годы правления Канси между регентами началась борьба за власть. Сони к тому времени был слишком стар, его сын Сонтоку помог молодому императору избавиться от регента Обоя.
16 октября 1665 года одиннадцатилетний император Сюанье женился на внучке регента Сони и племяннице Сонготу. Женитьба императора на внучке Сони способствовала дальнейшему расколу среди регентского совета.
12 августа 1667 года Сони скончался. После его смерти остальные регенты во главе с князем Обоем попытались укрепить свою власть при дворе, а молодой император Канси в союзе с Сонготу (сыном Сони) боролся за укрепление своей собственной власти.